# Liste deutschsprachiger Zeitungen in Russland

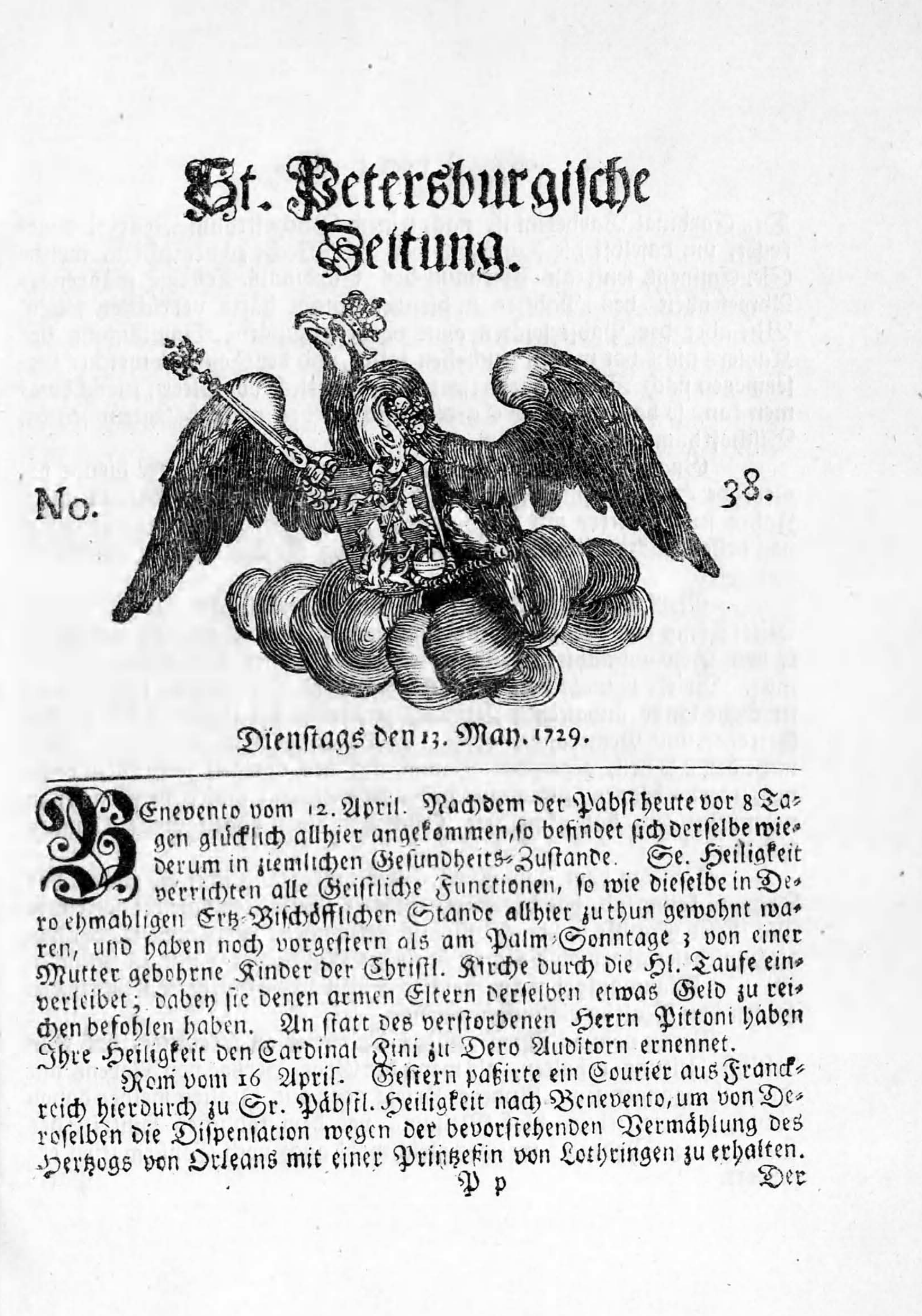
St. Petersburgische Zeitung, 1729

Diese Liste enthält die wichtigsten bestehenden und ehemaligen deutschsprachigen Zeitungen in Russland.

## Geschichte
Seit 1727 erschienen deutschsprachige Zeitungen in St. Petersburg, danach vor allem  in den baltischen  Provinzen.  Seit dem 19. Jahrhundert gab es auch einige an der Wolga, am Schwarzen Meer und in weiteren Gebieten des Russischen Reiches.
1915 mussten alle deutschsprachigen Periodika in Russland ihr Erscheinen einstellen. 1917 und 1918 gaben die deutschen und österreichischen Besatzungsverwaltungen wieder einige Zeitungen heraus. 
Seit 1919 gab die Kommunistische Partei einige wenige deutsche Zeitungen vor allem für die Wolgadeutschen heraus, die bis 1941 alle eingestellt wurden. Seit 1955 gab es wieder einige Periodika für die Sowjetdeutschen, dazu deutschsprachige Ausgaben von Zeitschriften für das Ausland. 
Nach 1990 konnten die meisten deutschsprachigen Periodika in Russland zunächst bestehen bleiben, dazu kamen einige wenige Neugründungen.
Seit 2000 wurden die meisten von ihnen eingestellt. 2024 bestanden noch die Moskauer Deutsche Zeitung und der Königsberger Express als  allgemeine Zeitungen, dazu die Zeitung für Dich als Monatsbeilage einer russischsprachigen Regionalzeitung, sowie einige kleinere deutschsprachige Mitteilungsblätter von Gemeinden und Organisationen und zwei Zeitungen in Sibirien, die fast nur noch russischsprachige Artikel enthalten.

## Russisches Reich 1772–1918

### St. Petersburg und Moskau
St. Petersburg
- St. Petersburgische Zeitung, 1727–1915
- Neues St.-Petersburgisches Journal, 1781–1786
- Sanktpetersburgische Handelszeitung, 1803, 1804, 1825–1860
- St. Petersburgische Senatszeitung, 1805–1826
- St.-Petersburgisches evangelisches Sonntagsblatt, 1857–1915
- St. Petersburger Herold, 1876–1915

Moskau
- Moskauer Deutsche Zeitung, 1870–1914

### Baltikum
In Lettland, Livland, Kurland und Estland lebten viele Baltendeutsche. Diese Gebiete gehörten von 1795 bis 1919 zum Russischen Reich. Dort erschienen in dieser Zeit zahlreiche deutsche Zeitungen und Zeitschriften.
Lettland
Im Gebiet des heutigen Lettland
- Rigische Anzeigen (1761–1852)
- Mitauische Zeitung (1766–1916)
- Rigasche Zeitung (1778–1889/1909)
- Mitausche Anzeigen (1797–1807/1824)
- Rigaische Stadtblätter (1810–1907)
- Allgemeine deutsche Zeitung für Russland (1811–1831)
- Das Rigasche Börsen-Comité (1816–1872)
- Libausche Zeitung (1824–1939)
- Libausches Wochenblatt (1833–1838)
- Livländisches Amtsblatt (1833–1850)
- Livländische Gouvernements-Zeitung (1852–1917)
- Zeitung der Rigaschen Stadtpolizei (1855–1913)
- Baltische Monatsschrift (1859–1939)
- Rigasche Rundschau (1867–1939)
- Rigasche Börsen- und Handelszeitung (1870–1892)
- Rigaer Handels-Archiv (1874–1915)
- Rigasche Industrie-Zeitung (1875–1914)
- Rigaer Tagblatt (1875–1915)
- Goldingenscher Anzeiger (1876–1915, 1927–1930)
- Wendenscher Anzeiger (1884–1913)
- Zeitung der Rigaschen Stadtpolizei (1885–1913)
- Düna-Zeitung (1888–1909)
- Rigasche Rundschau (1895–1939)
- Windausches Blatt (1898–1914)
- Windausche Zeitung (1901–1931)
- Wolmarscher Anzeiger (1907–1914)
- Goldingenscher Anzeiger (1911–1915)
- Kreisblatt für Stadt und Kreis Tuckun (1915–1918)

Estland
Im Gebiet des heutigen Estlands
- Revalische Wöchentliche Nachrichten (1772–1819/1852)
- Dörptsche Zeitung (1789–1875)
- Pernausche Wöchentliche Nachrichten (1811–1821)
- Pernausches Wochenblatt (1822–1869)
- Archiv für die Geschichte Liv-, Esth- und Curlands (1851–1895)
- Estländische Gouvernements-Zeitung (1853–1869/1917)
- Revalsche Zeitung (1860–1914, 1930–1940)
- Dorpater Tageblatt (1862–1864)
- Narvasche Stadtblätter (1862–1873)
- Baltische Wochenschrift für Landwirtschaft, Gewerbefleiß und Handel (1863–1915)
- Annoncenblatt (1865–1882)
- Neue Dörptsche Zeitung (1866–1896)
- Pernausche Zeitung (1869–1915, 1918)
- Felliner Anzeiger (1876–1915)
- Arensburger Wochenblatt (1877–1915)
- Revaler Beobachter (1878–1915)
- Wesenberger Anzeiger (1880–1912)
- Walkscher Anzeiger (1883–1906)
- Nordlivländische Zeitung (1897–1914)
- Dorpater Zeitung (1917–1934)

### Weitere Regionen

#### Wolgadeutsche
- Saratowsche Deutsche Zeitung, 1864–1866, 1906–1916, 1917–1918
- Der christliche Volksbote, 1874–1884
- Deutsche Rundschau, 1906–1914, 1917, 1919
- Deutsche Volkszeitung, 1906–1911

#### Schwarzmeerdeutsche  und Krimdeutsche
- Unterhaltungsblatt für deutsche Ansiedler im südlichen Rußland, (1846–1871)[3]
- Odessaer Zeitung, 1863–1915
- Christlicher Volksbote, 1868–1914
- Deutsche Rundschau, 1906–1914, 1917, 1919
- Deutsche Zeitung für die Krim und Taurien, 1918

#### Karelien
- Wiburgs Wochenblatt, 1823–1832
- Wiburgs Mancherley, 1821, Monatszeitschrift

#### Kaukasus
Im heutigen Georgien
- Kaukasische Post, Tiflis, 1906–1914, danach wieder 1918–1922

#### Weißrussland
Während der deutschen Besetzung Weißrusslands im Ersten Weltkrieg erschienen deutsche Zeitungen 
- Grodnoer Zeitung, 1915–1918
- Pinsker Zeitung, 1915–1917

## Sowjetunion und Russland seit 1919
Wolgadeutsche
- Nachrichten, 1918–1941
- Deutsche Zentral-Zeitung, 1927–1939, durch die Kommunistische Partei
- Neues Leben, 1957–2007, Zentralzeitung der Russlanddeutschen
- Zeitung der Wolgadeutschen / Wolgazeitung, 1990–2003
- Wolgazeitung, 1994–2000

Kaukasus
- Kaukasische Post, Tiflis, 1918–1922, bereits 1906–1914

Sibiriendeutsche
- Arbeit, Barnaul, 1955–1957
- Rote Fahne, Slawgorod, 1957–2011, dann Zeitung für Dich,  2011–2016, seitdem Monatsbeilage
- Neue Zeit – Nowoje Wremja, seit 1991, bestehend, überwiegend russischsprachige Artikel
- Ihre Zeitung, Asowo,  seit 1992, jetzt fast nur noch russischsprachig

Kasachstan
Für die umgesiedelten Wolgadeutschen in Kasachstan gab es eine Tageszeitung. 
- Freundschaft, 1966–1991, Tageszeitung, seitdem Deutsche Allgemeine Zeitung, wöchentlich, bestehend

Moskau
- Neue Zeit, ?–um 2007, politische Monatszeitung für das Ausland,  in mehreren Sprachen
- Sowjetfrau, in mehreren Sprachen, jetzt nur noch russischsprachig
- Moskauer Deutsche Zeitung, seit 1998, vierzehntäglich, wichtigste bestehende deutschsprachige Zeitung in Russland

St. Petersburg
- St. Petersburgische Zeitung, 1991–2011, danach Onlinezeitung, eingestellt
- Sankt Petersburger Herold, 2008–?, kurzzeitige Zeitung, danach Onlinezeitung, eingestellt

Kaliningrader Gebiet
- Königsberger Express, seit 1991, monatlich